# میدلند سیتی (آریزونا)
میدلند سیتی (به انگلیسی: Midland City) یک منطقهٔ مسکونی در ایالات متحده آمریکا است که در آریزونا واقع شده‌است. میدلند سیتی ۱٬۰۲۲ متر بالاتر از سطح دریا واقع شده‌است.